# Мінута
Міну́та (лат. minuta — «маленька, дрібна»; раніше також мину́та) — одиниця плоского кута, що дорівнює 1/60 градуса, позначається одинарним штрихом ′ (не плутати з одинарними лапками). Метрична мінута — десятитисячна частка прямого кута.
Оскільки 1 градус рівний 1/360 повного оберту, одна кутова мінута рівна 1/21600 оберту. Кутова мінута застосовується в галузях науки й техніки, що потребують точного вимірювання кутів, як-от навігація, оптика, астрономія, балістика.
В Україні у сфері законодавчо регульованої метрології офіційно назва цієї одиниці визначена як «кутова хвилина».
В англомовній літературі застосовується позначення MOA (англ. arcminute, minute of arc, minute of angle — мінута дуги).

## Навігація
Одна морська миля (nmi) за початковим означенням дорівнює довжині  дуги одної мінути за меридіаном (по екватору Землі), тому фактична довжина кола Землі дуже близька до 21600 nmi. Кутова мінута дорівнює π/10800 радіана.
Одиниця швидкості — морський вузол — визначена як «одна морська миля на годину», себто здатність змінити свою координату на 1′ за годину.

## Астрономія
З давніх часів кутова хвилина і кутова секунда використовувалися в астрономії: в екліптичній системі координат як широта (β) і довгота (λ); у горизонтальній системі координат як висота (Alt) і азимут (Az); а в екваторіальній системі координат як схилення (δ). Усі вони вимірюються в градусах, кутових хвилинах і кутових секундах. Основним винятком, є пряме сходження (RA) в екваторіальних координатах, котре вимірюється в одиницях часу: годинах, хвилинах і секундах.

Порівняння кутового діаметра Сонця, Місяця, планет і Міжнародної космічної станції. Справжнє відтворення розмірів досягається, коли зображення розглядається з відстані, яка в 103 рази перевищує ширину «Місяця: макс.» кола. Наприклад, якщо «Місяць: макс.» коло має ширину 10 см на дисплеї комп'ютера, перегляд його з відстані 10,3 м покаже справжнє відтворення розмірів.

Всупереч тому, що можна було б припустити, кутові хвилини й секунди прямо не пов'язані з хвилинами й секундами часу — ні в системі обертання Землі навколо власної осі (за добу), ні в системі обертання Землі навколо Сонця (рік). Швидкість обертання Землі навколо власної осі становить 15 кутових хвилин на хвилину часу (360 градусів / 24 години на добу); швидкість обертання Землі навколо Сонця (не зовсім постійна) дорівнює приблизно 24 хвилини часу на хвилину дуги (від 24 годин на добу), що відстежує річний рух зодіаку. Обидва вони впливають на те, які астрономічні об'єкти видно з поверхневих телескопів (пора року) і коли їх видно найкраще (час доби), але жоден із них не відповідає одиниці вимірювання. Для простоти, наведені пояснення припускають градус/добу річного обертання Землі навколо Сонця, яке відхиляється приблизно на 1 %. Ті самі співвідношення зберігаються для секунд, завдяки постійному коефіцієнту 60 з обох боків.
Кутова секунда також часто використовується для опису малих астрономічних кутів, як-от кутовий діаметр планет (наприклад, кутовий діаметр Венери, який коливається від 10″ до 60″); власний рух зір; поділ складових подвійних зоряних систем; і паралакс, невелика зміна положення зорі або тіла Сонячної системи, коли Земля обертається навколо Сонця. Ці невеликі кути також можна записати в мілісекундах (мс) або тисячних частках кутової секунди. Одиниця відстані, яка називається парсек, скорочено від кута паралакса в одну кутову секунду, була розроблена для таких вимірювань паралакса. Відстань від Сонця до небесного тіла є зворотною величиною кута, виміряного в кутових секундах, видимого руху об'єкта, викликаного паралаксом.
Астрометричний супутник Європейського космічного агентства Gaia, запущений 2013 року, може приблизно визначати положення зірок з точністю до 7 кутових мікросекунд (мкс).
Зорею з найбільшим кутовим діаметром (після Сонця) є R Золотої Риби — це червоний гігант з діаметром 0,05″. Через вплив атмосферного розмиття наземні телескопи змазують відбиток зорі до кутового діаметра приблизно 0,5″; за поганих умов він збільшується до 1,5″ або навіть більше. Виявилося, що карликову планету Плутон важко розпізнати, оскільки її кутовий діаметр складає близько 0,1″.
На космічні телескопи земна атмосфера не впливає, але вони обмежені дифракцією. Наприклад, космічний телескоп Габбл може досягати кутового розміру зір приблизно до 0,1″. Існують способи для покращення зору на землі. Адаптивна оптика, наприклад, може створювати зображення розміром приблизно 0,05″ на 10-метровому телескопі.

## Офтальмологія
Нормативно прийнята роздільна здатність ока здорової людини, себто здатність розрізнити найменший елемент, або проміжок між двома об'єктами — саме одна мінута дуги («гострота зору 1.0», в англомовній літературі — «Visual Acuity 20/20»)

## Застосування в стрілецькій справі
Кутова мінута має широкий вжиток у збройній промисловості та стрілецькій справі, особливо в снайперській. Частково причина такої популярності полягає в тому, що відхилення в одну кутову мінуту досить точно (5 %) відповідає 1 дюйму на відстані в 100 ярдів — традиційній відстані для стрілецьких тирів в англомовних країнах з англійською системою мір. У метричній системі 1 кутова мінута еквівалентна зміщенню 2,91 см на відстані 100 м.
Високоточні приціли мають шкалу, розмічену в мілірадіанах або кутових хвилинах, з поділками поправок відповідно 1/10 міл або 1/4′ (чи навіть 1/8′ для бенчресту). Поділка в 1/4′ є дещо точнішою порівняно з 1/10 мілірадіана (1/4′ = 0,072 міл).